# Shōko Fusano
Shōko Fusano (japanisch 房野 抄子 Fusano Shōko; * 25. September 1965 in Tomakomai) ist eine ehemalige japanische Eisschnellläuferin.

## Werdegang
Fusano kam bei japanischen Meisterschaften zweimal auf den zweiten Platz sowie dreimal auf den dritten Platz und startete international erstmals bei den Juniorenweltmeisterschaften 1983 in Sarajevo, wobei sie den 12. Platz im Mini-Mehrkampf errang. In der Saison 1983/84 belegte sie dort bei den Olympischen Winterspielen 1984 jeweils den 22. Platz über 500 m sowie 1000 m und in Deventer bei der Mehrkampfweltmeisterschaft 1984 den 24. Platz im Kleinen Vierkampf. In den folgenden Jahren lief sie bei der Sprintweltmeisterschaft 1985 in Heerenveen auf den 15. Platz, bei der Sprintweltmeisterschaft 1986 in Karuizawa auf den 11. Rang und bei der Sprintweltmeisterschaft 1987 in Québec auf den 18. Platz. Zudem holte sie bei den Winter-Asienspielen 1986 in Sapporo die Bronzemedaille über 1000 m und die Silbermedaille über 500 m. In ihrer letzten Saison als aktive Sportlerin 1987/88 wurde sie bei den Olympischen Winterspielen 1988 in Calgary Elfte über 1000 m sowie den Achte über 500 m und bei der Sprintweltmeisterschaft 1988 in West Allis Zehnte.

## Erfolge

### Olympische Spiele
- 1984 Sarajevo: 22. Platz 500 m, 22. Platz 1000 m
- 1988 Calgary: 8. Platz 500 m, 11. Platz 1000 m

### Mehrkampf-Weltmeisterschaften
- 1984 Deventer: 24. Platz Kleiner Vierkampf

### Sprint-Weltmeisterschaften
- 1985 Heerenveen: 15. Platz Sprint-Mehrkampf
- 1986 Karuizawa: 11. Platz Sprint-Mehrkampf
- 1987 Québec: 18. Platz Sprint-Mehrkampf
- 1988 West Allis: 10. Platz Sprint-Mehrkampf

### Winter-Asienspiele
- 1986 Sapporo: 2. Platz 500 m, 3. Platz 1000 m

## Persönliche Bestleistungen
| Disziplin | Zeit        | Datum            | Ort      |
| --------- | ----------- | ---------------- | -------- |
| 500 m     | 40,61 s     | 13. Februar 1988 | Calgary  |
| 1000 m    | 1:21,47 min | 13. Februar 1988 | Calgary  |
| 1500 m    | 2:18,26 min | 3. Februar 1983  | Morioka  |
| 3000 m    | 4:52,89 min | 5. März 1983     | Sarajevo |